# میلاد پاکپرور
میلاد پاکپرور (زاده ۳ اکتبر ۱۹۹۴) یک بازیکن فوتبال اهل ایران است.